# Kees Ivens
Cornelis Adrianus Peter (Kees) Ivens (Nijmegen, 24 februari 1871 – aldaar, 29 augustus 1941) was een Nederlands fotograaf, ondernemer en lokaal politicus.

## Levensloop
Kees Ivens was een zoon van fotograaf Wilhelm Ivens en Jacoba Maria Gerarda van Leeuwen. In 1894 huwde Ivens met Dorothea Louise Jacqueline Antonetta (Dora) Muskens. Het echtpaar kreeg vijf kinderen, onder wie de cineast Joris Ivens. 

## Fotografie
Ivens volgde aanvankelijk zijn vader in het beroep van fotograaf. Hij genoot zijn opleiding aan de Königliche Technische Hochschule in Berlijn.  Samen met zijn schoonvader George Muskens opende Ivens in 1894 Het Nederlandsch Fototechnische Bureau C.A.P. Ivens en Co, een zaak in fotografiebenodigdheden. In 1920 werd de firmanaam verkort tot CAPI. Dit groeide uit tot de winkelketen CAPI met vestigingen in Nijmegen, Amsterdam, Groningen en Den Haag, die later fuseerde tot CAPI-Lux.
Ivens was jarenlang voorzitter van de Nijmeegsche Amateur Fotografen Vereeniging 'Meer Licht'.

## Gemeentepolitiek
Ivens was ook actief in de gemeentepolitiek namens de liberaal-katholieke fractie Recht voor Allen. Hij speelde een rol bij de totstandkoming van zowel het Maas-Waalkanaal in 1927 als de Waalbrug in 1936.

## Onderscheiding
Ivens werd benoemd tot Officier in de Orde van Oranje-Nassau. 

## Afbeeldingen

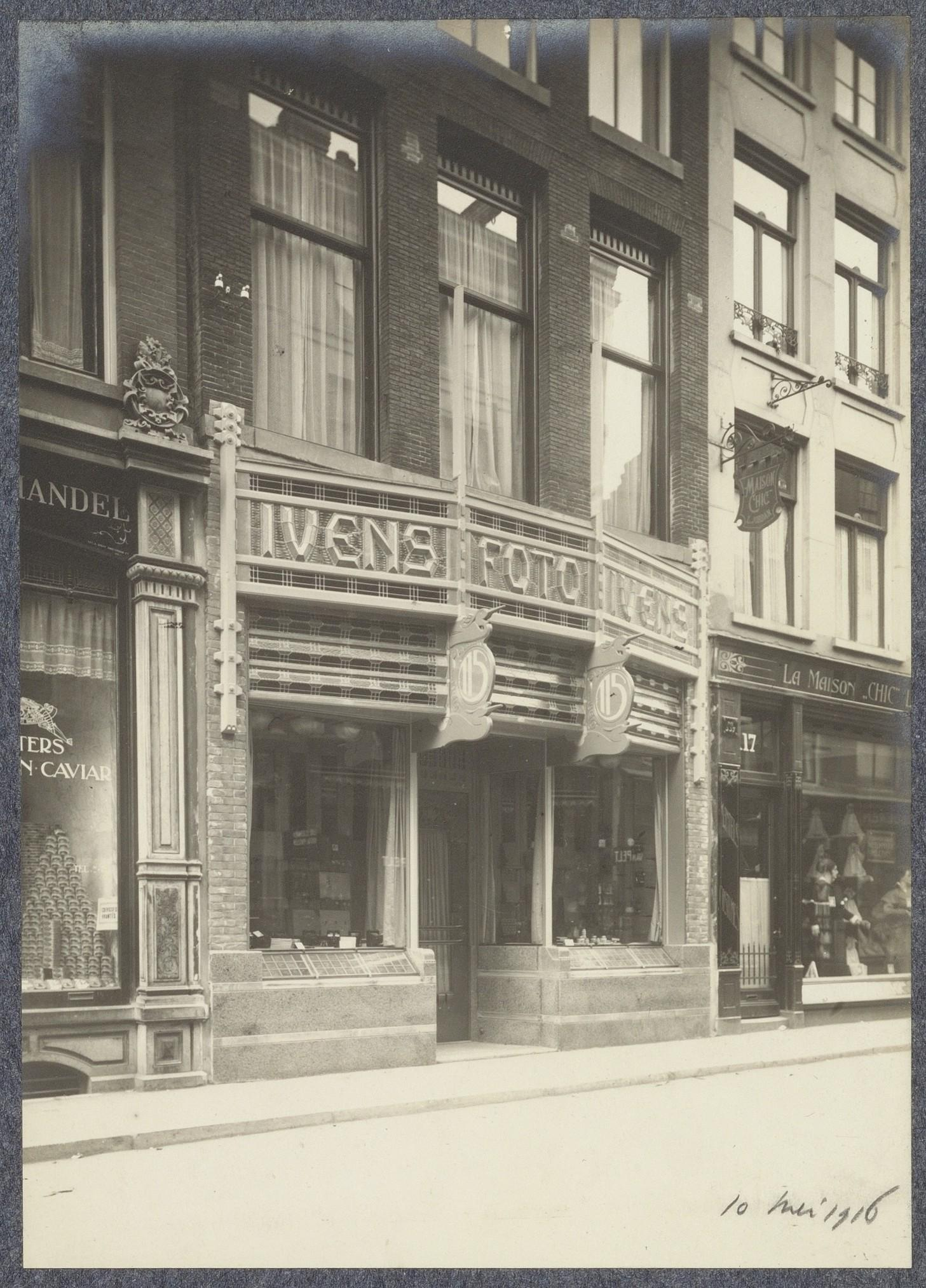
Foto Ivens, Amsterdam
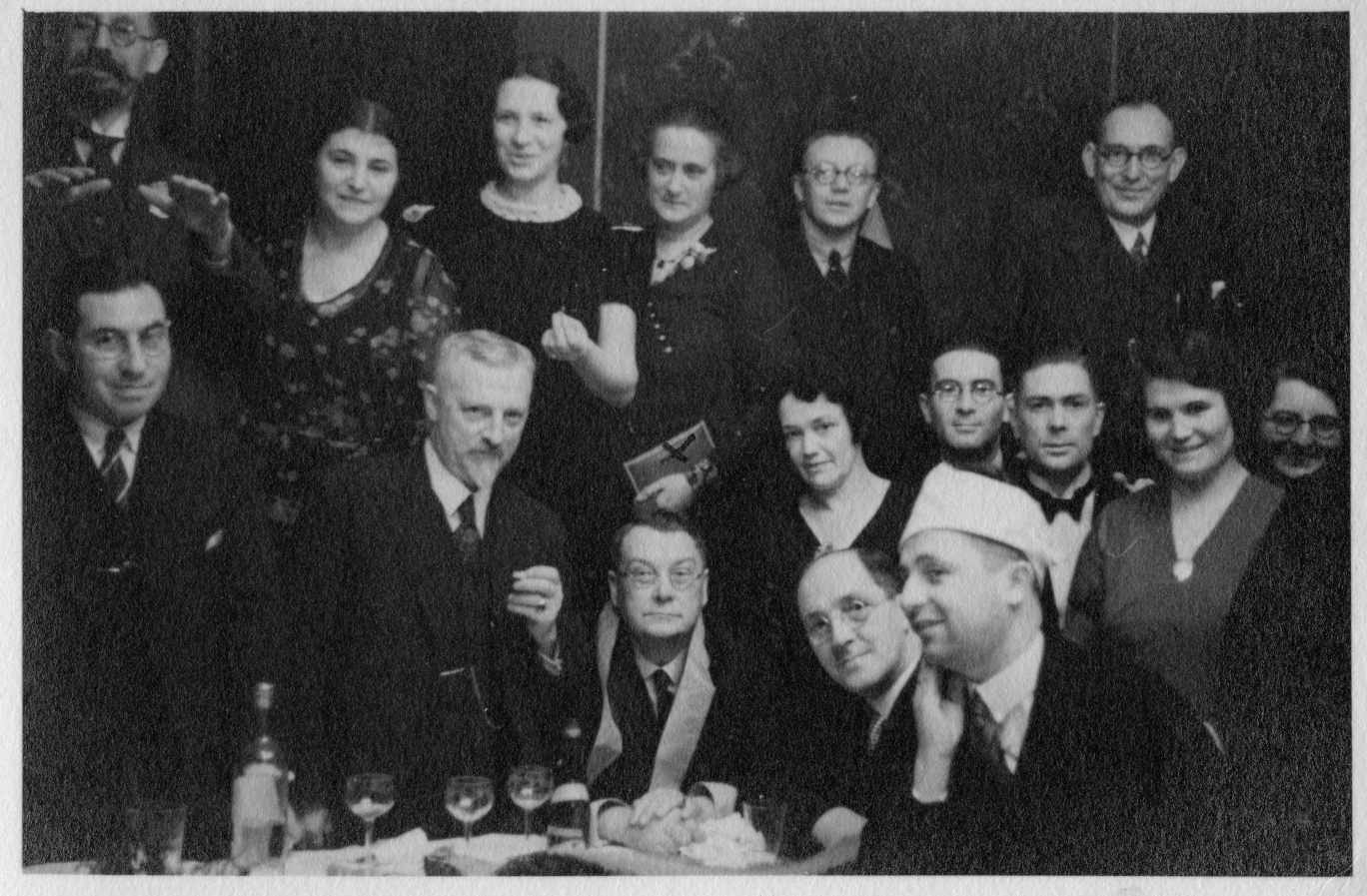
Fotokring 'Meer Licht'
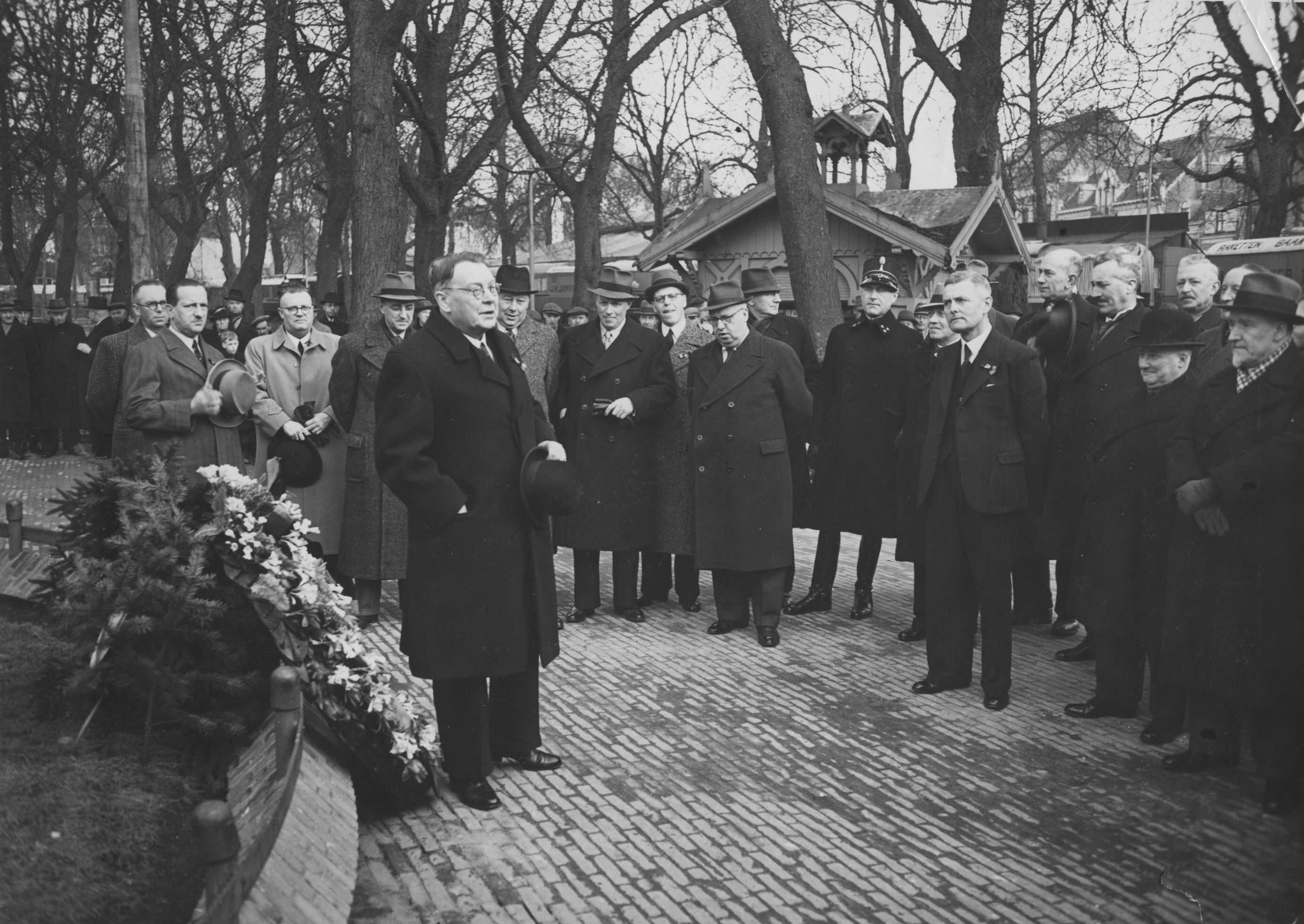
Ivens spreekt bij kranslegging Spoorwegmonument (maart 1940)
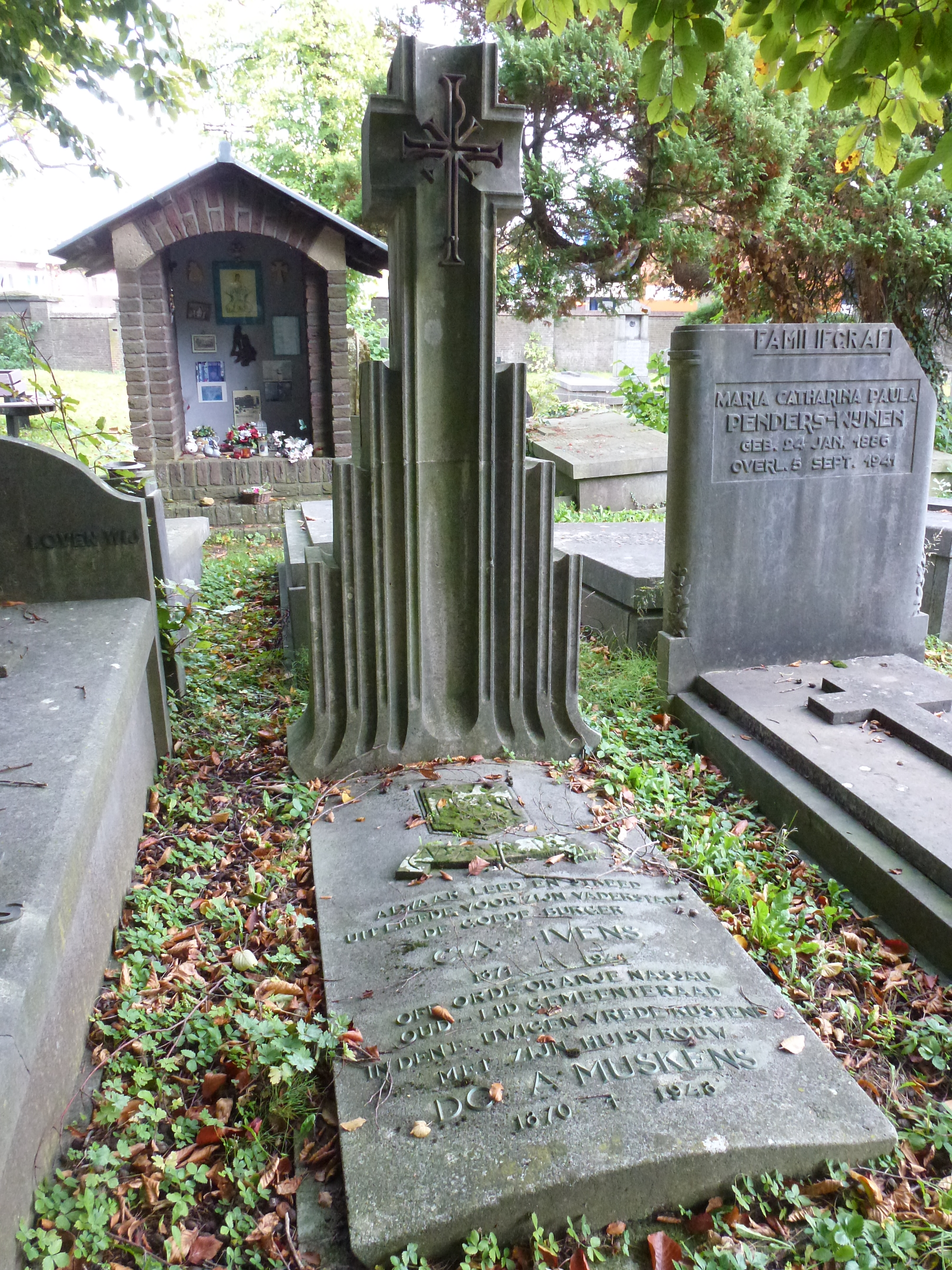
Het graf van Ivens en zijn echtgenote
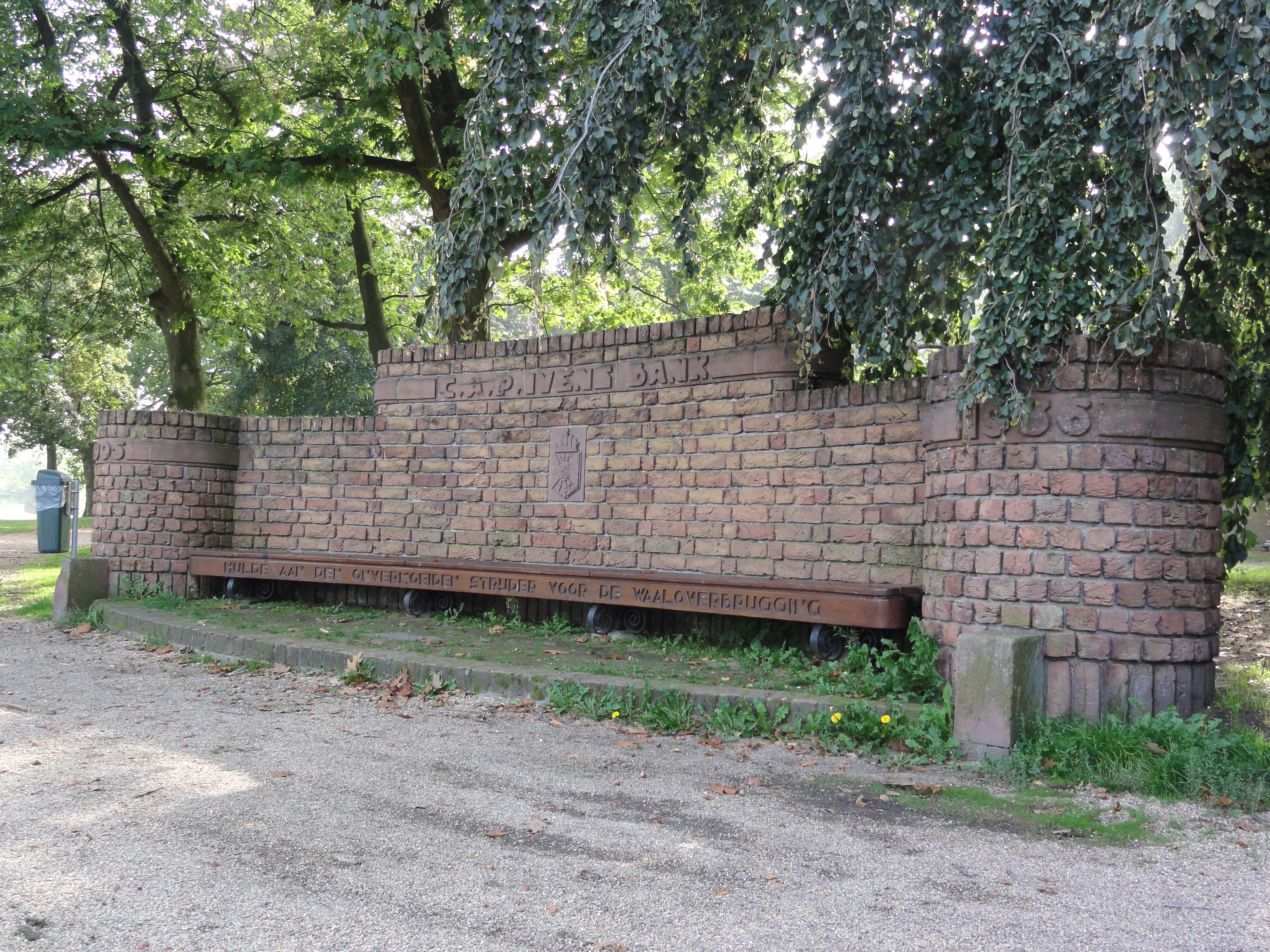
De C.A.P. Ivensbank (1936) van Charles Estourgie in het Hunnerpark